# FC Inter Turku
FC Inter is een Finse voetbalclub uit Turku. De club is opgericht in 1990. De bijnaam verwijst naar de kleuren van de club: Sinimustat (Zwartblauwen). De club heeft een van de meest geavanceerde jeugdopleidingen van Finland. 

## Geschiedenis
Stefan Håkans, de huidige voorzitter van de club, besloot om in 1990 de club op te richten. Hij is tevens directeur van de Finse multinational "Alfons Håkans". De reden om een geheel eigen club op te richten was omdat zijn 11-jarige zoontje bij geen enkele andere club in Turku in de jeugd werd toegelaten. Hierdoor startte Inter Turku als een club die alleen in het jeugdvoetbal actief was. In 1992 werd het eerste seniorenteam opgezet en begon te voetballen in de Kolmonen (de Finse vierde divisie). Een jaar later nam de club de plaats in van het financieel in problemen geraakte Turun Toverit en kon meespelen in de Kakkonen (de Finse derde divisie). De toenmalige trainer Timo Sinkkonen mocht van Håkans investeren in nieuwe spelers en dat resulteerde meteen in een eerste plaats op de ranglijst, waardoor promotie naar de Ykkönen werd afgedwongen. In 1994 eindigde Inter als derde in de Ykkönen en dwong geen promotie af. De club werd in 1995 winnaar van diezelfde divisie en promoveerde het weer, zodat het in 1996 voor het eerst in de Veikkausliiga kon uitkomen. Ook werd in 1995 de halve finale van de Suomen Cup bereikt.
Beide clubs uit Turku (Inter en TPS) speelden nu in de Veikkausliiga en dat betekende een flinke toename van de toeschouwersaantallen van beide ploegen. In de onderlinge ontmoetingen van beide clubs kwamen er zelfs zo'n 8200 toeschouwers naar het Veritas Stadion. In de Veikkausliiga zelf ging het Inter niet meer zo voortvarend af als de jaren daarvoor. Na een anoniem jaar in 1996 waarin ze op de zesde plaats eindigden degradeerde de ploeg in 1997 weer naar de Ykkönen. In 1998 werd echter meteen weer promotie afgedwongen, zodat ze weer op het hoogste niveau konden acteren. Er werden buitenlandse spelers aangetrokken en sindsdien weet de club zich op het hoogste niveau te handhaven. De club eindigt doorgaans tussen de vierde en zevende plaats op de ranglijst.
Inter had in 2006 de Nederlandse trainer René van Eck in dienst, waarna in 2007 Job Dragtsma hoofdtrainer werd. Onder zijn leiding werd verdediger Jos Hooiveld (ex-SC Heerenveen) aangetrokken, die in zijn eerste seizoen gekroond werd tot winnaar van het Leeuwenklassement (beste speler). In 2008 won Inter de Liigacup en in 2009 en 2018 de Suomen Cup. In het seizoen 2008 werd de club onder leiding van Dragtsma voor het eerst in de clubgeschiedenis kampioen van Finland.
In 2016 eindigde Inter op de elfde en voorlaatste plaats in de hoogste afdeling, de Veikkausliiga. Daardoor werd de club veroordeeld tot het spelen van play-offs promotie/degradatie. Over twee duels was FC Inter Turku te sterk voor stadgenoot TPS. Na de 0-0 in het eerste duel won Inter het tweede treffen op 29 oktober met 2-0 door treffers van Kosta Manev en Bajram Nebihi. Daardoor handhaafde de ploeg zich in de hoogste divisie.

## Erelijst
- Kampioen Veikkausliiga

2008
- Suomen Cup

2009, 2018
- Liiga Cup

2009
- Kampioen 2e divisie

1995, 1998
- Kampioen 3e divisie

1993

## Eindklasseringen
| Seizoen | №  | Clubs | Divisie       | Duels | Winst | Gelijk | Verlies | Doelsaldo | Punten | Tsch  |
| ------- | -- | ----- | ------------- | ----- | ----- | ------ | ------- | --------- | ------ | ----- |
| 1996    | 6  | 12    | Veikkausliiga | 27    | 11    | 6      | 10      | 28–30     | 39     | 2.471 |
| 1997    | 10 | 10    | Veikkausliiga | 27    | 6     | 8      | 13      | 23–42     | 26     | 1.560 |
| 1998    | 3  | 20    | Ykkönen       | 27    | 13    | 7      | 7       | 41–26     | 46     | 916   |
| 1999    | 5  | 12    | Veikkausliiga | 29    | 11    | 6      | 12      | 38–37     | 39     | 1.398 |
| 2000    | 7  | 12    | Veikkausliiga | 33    | 11    | 7      | 15      | 47–54     | 40     | 1.645 |
| 2001    | 5  | 12    | Veikkausliiga | 33    | 15    | 4      | 13      | 46–47     | 49     | 2.207 |
| 2002    | 6  | 12    | Veikkausliiga | 29    | 9     | 9      | 11      | 33–29     | 36     | 2.286 |
| 2003    | 7  | 14    | Veikkausliiga | 26    | 10    | 5      | 11      | 43–41     | 35     | 2.520 |
| 2004    | 4  | 14    | Veikkausliiga | 26    | 13    | 5      | 8       | 42–34     | 44     | 3.493 |
| 2005    | 5  | 14    | Veikkausliiga | 26    | 12    | 8      | 6       | 38–20     | 44     | 3.006 |
| 2006    | 10 | 13    | Veikkausliiga | 24    | 7     | 7      | 10      | 25–35     | 28     | 2.684 |
| 2007    | 9  | 14    | Veikkausliiga | 26    | 9     | 6      | 11      | 32–28     | 33     | 2.807 |
| 2008    |    | 14    | Veikkausliiga | 26    | 15    | 9      | 2       | 46–12     | 54     | 4.432 |
| 2009    | 5  | 14    | Veikkausliiga | 26    | 11    | 7      | 8       | 38–30     | 40     | 2.395 |
| 2010    | 6  | 14    | Veikkausliiga | 26    | 10    | 7      | 9       | 34–32     | 37     | 1.853 |
| 2011    | 2  | 12    | Veikkausliiga | 33    | 16    | 9      | 8       | 70–44     | 57     | 2.224 |
| 2012    | 2  | 12    | Veikkausliiga | 33    | 17    | 7      | 9       | 57–42     | 58     | 2.332 |
| 2013    | 9  | 12    | Veikkausliiga | 33    | 9     | 13     | 11      | 31–38     | 40     | 1.691 |
| 2014    | 10 | 12    | Veikkausliiga | 33    | 8     | 12     | 13      | 42–47     | 36     | 1.786 |
| 2015    | 4  | 12    | Veikkausliiga | 33    | 13    | 10     | 10      | 45–35     | 49     | 2.439 |
| 2016    | 11 | 12    | Veikkausliiga | 33    | 7     | 11     | 15      | 28–41     | 32     | 2.255 |
| 2017    | 9  | 12    | Veikkausliiga | 33    | 10    | 8      | 15      | 54–57     | 38     | 2.235 |
| 2018    | 7  | 12    | Veikkausliiga | 33    | 10    | 10     | 13      | 37–44     | 40     | 1.954 |
| 2019    | 2  | 12    | Veikkausliiga | 27    | 15    | 3      | 9       | 42–29     | 48     | 3.243 |
| 2020    | 2  | 12    | Veikkausliiga | 22    | 12    | 5      | 5       | 36–17     | 41     | 1.507 |
| 2021    | 4  | 12    | Veikkausliiga | 27    | 14    | 3      | 10      | 45–32     | 45     | 1.635 |
| 2022    |    | 12    | Veikkausliiga |       |       |        |         | –         |        |       |

## Kampioensteams
- 2008 — Patrick Bantamoi, Jussi Nuorela, Jos Hooiveld, Diego Corpache, Guillano Grot, Antonio Correia, Timo Furuholm, Oskari Forsman, Joni Aho, Severi Paajanen, Domagoj Abramović, Mika Ojala, Ats Purje, Dominic Chatto, Arttu Seppälä, Sami Sanevuori, Ville Nikkari, Joni Kauko, Ville Mäkilä, Felix Âkerlund, Mika Mäkitalo, Henri Lehtonen en Soga Sambo. Trainer-coach: Job Dragtsma.

## In Europa
Uitslagen vanuit gezichtspunt FC Inter Turku
| Seizoen                                                    | Competitie        | Ronde | Land                | Club                | Totaalscore | 1e W       | 2e W    | PUC |
| ---------------------------------------------------------- | ----------------- | ----- | ------------------- | ------------------- | ----------- | ---------- | ------- | --- |
| 2005                                                       | Intertoto Cup     | 1R    | Vlag van IJsland    | ÍA Akranes          | 4-0         | 0-0 (T)    | 4-0 (U) | 0.0 |
|                                                            |                   | 2R    | Vlag van Kroatië    | NK Varteks Varaždin | 5-6         | 3-4 (U)    | 2-2 (T) | 0.0 |
| 2009/10                                                    | Champions League  | 2Q    | Vlag van Moldavië   | FC Sheriff Tiraspol | 0-2         | 0-1 (T)    | 0-1 (U) | 0.0 |
| 2010/11                                                    | Europa League     | 3Q    | Vlag van België     | KRC Genk            | 3-8         | 1-5 (T)    | 2-3 (U) | 0.0 |
| 2012/13                                                    | Europa League     | 2Q    | Vlag van Nederland  | FC Twente           | 1-6         | 1-1 (U)    | 0-5 (T) | 0.5 |
| 2013/14                                                    | Europa League     | 1Q    | Vlag van Faeröer    | Víkingur Gøta       | 1-2         | 1-1 (U)    | 0-1 (T) | 0.5 |
| 2019/20                                                    | Europa League     | 1Q    | Vlag van Denemarken | Brøndby IF          | 3-4         | 1-4 (U)    | 2-0 (T) | 1.0 |
| 2020/21                                                    | Europa League     | 1Q    | Vlag van Hongarije  | Budapest Honvéd FC  | 1-2         | 1-2 nv (U) |         | 0.5 |
| 2021/22                                                    | Conference League | 1Q    | Vlag van Hongarije  | Puskás Akadémia FC  | 1-3         | 1-1 (T)    | 0-2 (U) | 0.5 |
| 2022/23                                                    | Conference League | 1Q    | Vlag van Kosovo     | FC Drita            | 1-3         | 1-0 (T)    | 0-3 (U) | 1.0 |
| Totaal aantal behaalde punten voor UEFA coëfficiënten: 4.0 |                   |       |                     |                     |             |            |         |     |

Zie ook
- Deelnemers UEFA-toernooien Finland
- Eeuwige ranglijst van deelnemers UEFA-clubcompetities

## Stadion
FC Inter Turku werkt haar thuiswedstrijden af in het Veritas Stadion dat plaats biedt aan 9000 toeschouwers. Het stadion wordt gedeeld met de andere club uit Turku die in de Veikkausliiga speelt, TPS. De hoogste bezoekersaantallen trekt het stadion tijdens de derby's tussen deze twee clubs.

## Bekende (oud)spelers
- Timo Furuholm (2006-11)
- Guillano Grot
- Jos Hooiveld (2007-08)
- Eric Matoukou (2015-2016)

## Supporters
De supporters van FC Inter Turku noemen zich de Ultraboyz en zoeken het liefst de staanplaatsen op in het stadion om hun club aan te moedigen.

## Samenwerkingsverbanden
FC Inter Turku is eigenaar van de club VG-62 Naantali die in 2005 degradeerde vanuit de Ykkönen en in 2006 uitkwam in de Kakkonen. Dit team geldt als een satellietclub waar ervaring op gedaan kan worden voor de overstap naar Inter gemaakt kan worden.